# Elecciones al Parlamento Vasco de 2012
Las elecciones al Parlamento Vasco de 2012, que inicialmente estaban previstas para 2013, abren paso a la X Legislatura. Se celebraron anticipadamente el 21 de octubre de 2012, al igual que las elecciones al Parlamento de Galicia. Estaban llamados a las urnas 1 775 336 ciudadanos, de los cuales 56 640 eran residentes en el extranjero.

## Adelanto electoral
El Lendakari, Patxi López, publicó el 28 de agosto el decreto del lendakari, de disolución del parlamento vasco y de convocatoria de elecciones anticipadas para el 21 de octubre, el día posterior al aniversario del cese definitivo de la actividad armada de ETA. López había justificado días antes el posible adelanto por la ruptura del acuerdo de gobierno entre el PSOE y el PP, que achacó al ambiente preelectoral que se vivía ya en la región. El anuncio se producía una vez garantizada la tesorería hasta final de año con un crédito del Banco Europeo de Inversiones de 460 millones de Euros y una desinversión en Euskaltel de 120 millones de euros. Una vez asegurada el cumplimiento de objetivos financieros, el adelanto se planteaba como una forma de que el nuevo Gobierno salido de las urnas elaborase los Presupuestos Regionales de 2013, que él mismo gestionaría. La disolución anticipada de la cámara legislativa regional vasca dejó 13 proyectos de ley sin solventar, entre los que se encontraban la Ley Municipal o la Ley del Cambio Climático, ambas en estado muy avanzado de elaboración.

## Contexto político

### Cese definitivo de la actividad armada de ETA
El 20 de octubre de 2011 ETA anunciaba el cese definitivo de su actividad armada, poniendo fin a más de 50 años de actividad terrorista. Este hecho abrió una nueva etapa política, marcada por el debate sobre la convivencia y la construcción de una paz duradera. También otras actividades violentas habituales, como los episodios de kale borroka o el impuesto revolucionario, disminuyeron hasta desaparecer.
El ministro del Interior, Jorge Fernández Díaz, anunció la puesta en marcha de un plan de reinserción individual que permitía el acercamiento de los presos de ETA a las cárceles vascas. El plan requería al reo un rechazo de la violencia y su desvinculación de ETA. No incluía, sin embargo, la necesidad de petición de perdón para acogerse al plan, como ocurría hasta entonces en la llamada "Vía Nanclares". El perdón se convertía en condición posterior necesaria para tener beneficios penitenciarios (permisos, terceros grados...). El plan pretendía ser un compromiso de equilibrio entre los partidos que pedían un gesto hacia los presos y las asociaciones de víctimas, y marcó el final de la exigencia de disolución a ETA para que sus presos pudiesen acogerse a beneficios penitenciarios. El Colectivo de Presos Políticos Vascos (EPPK en sus siglas en euskera), que engloba a los presos de ETA, rechazó el plan propuesto y siguió apostando por la amnistía, a pesar de que la izquierda abertzale esperaba que aceptaría la reinserción individual. Interior puso en marcha también un plan para el retorno de miembros de ETA huidos, por el cual aquellos que no tuvieran causas pendientes con la justicia podrían regresar sin que se les imputara cargos de pertenencia a banda armada si se desvinculasen de ETA. El Ministerio del Interior también anunció su intención de reformar la ley electoral para que aquellos ciudadanos que huyeron de Euskadi y Navarra por la amenaza de ETA. La propuesta inicial partía del presidente del PP vasco, Antonio Basagoiti, y contaba con la oposición del resto de fuerzas políticas por el riesgo de una posible notable alteración del censo electoral.
En cuanto al reconocimiento del daño causado, la izquierda abertzale mostró su "profundo pesar" por las "consecuencias derivadas de la acción armada de ETA" y por su "posición política" ante ellas. Reconocía que esta posición había podido suponer un dolor añadido o un sentimiento de humillación en ellas. Esta declaración era un paso adelante evidente en el reconocimiento del daño causado (impensable hace poco tiempo), pero fue criticada por otros partidos pues consideraban que la izquierda abertzale tenía que reconocer que ese dolor añadido había sido injusto y que debía exigir a ETA su disolución (el texto presentado pedía su desarme, no su disolución). El Gobierno Vasco aprobó un decreto de medidas de reconocimiento y ayudas a víctimas de conculcaciones de derechos humanos, en su mayoría excesos policiales, ocurridos entre 1960 y 1978 en el contexto de la lucha contra el terrorismo. Los destinatarios eran, además de 62 personas que resultaron muertas por actuaciones policiales o parapoliciales, las víctimas de las últimas penas de muerte de la legalidad franquista y las de las deficiencias democráticas que acompañaron la transición. El Gobierno Vasco anunció también que preparaba otro decreto para las víctimas policiales a partir de 1978.
En el ámbito de la convivencia, el Parlamento Vasco aprobó la creación de una ponencia para el debate sobre la paz y la convivencia, presentada por la parlamentaria de Aralar Aintzane Ezenarro. El debate principal en el momento de su aprobación giró alrededor de la presencia permanente de la izquierda abertzale en dicha ponencia; el acuerdo, tal y como quedó, reservaba la presencia permanente a los grupos de la cámara. Aun así, abría la ponencia a la participación de instituciones y otros agentes sociales, por lo que la presencia de la izquierda abertzale podría haber estado representada por la Diputación Foral de Guipúzcoa, gobernada por Bildu. Este hecho supuso la ruptura del grupo parlamentario de Aralar, incluido ya entonces en el polo soberanista junto con la izquierda abertzale. Tres parlamentarios de Aralar, incluida Ezenarro, apoyaron la ponencia y uno votó en contra de la misma. La ponencia salió adelante, pues, con 72 de los 75 parlamentarios vascos. Los votos contrarios eran muy significativos, pues representaban ideologías próximas al polo soberanista (Aralar y EA) y a las asociaciones de víctimas del terrorismo (UPyD). Las Juntas Generales de Guipúzcoa también crearon una ponencia de paz, convivencia y normalización democrática con la oposición, esta vez, del PP.
La ponencia del Parlamento Vasco concretó en julio de 2012 sus primeros acuerdos, concretados en unos “principios compartidos para una paz con memoria”. también se adoptaron unos compromisos de garantía para no repetir el pasado, con base en esa proclama de que ninguna idea política está por encima del “absoluto ético” de los derechos humanos. Los compromisos adoptados fueron los siguientes:
- Principio de responsabilidad:determinar y reconocer la responsabilidad de cada cual en el pasado” y sus consecuencias.
- Articular una memoria colectiva no neutral y activa contra la quiebra de los derechos humanos y sus consecuencias.
- La memoria es una herramienta esencial para la deslegitimación ética, social y política del terrorismo.
- Evitar una verdad a medias, reprimida o amnésica, por medio de un relato objetivo de los hechos.
- Asumir que todas las vulneraciones de derechos humanos ocurrieron porque grupos y personas antepusieron otros objetivos a la dignidad humana.
- Aliviar con una memoria compartida el sufrimiento de las víctimas y evitar la impunidad, como modo de construir el futuro sin anclarse en el relato de lo sucedido.
- Trabajar con la reconstrucción de lo sucedido para erradicar el miedo que aún persiste en parte de la sociedad vasca por la persecución y la amenaza.
- El compromiso ético por la dignidad humana: la vida en primer lugar, es siempre superior y anterior a cualquier causa o idea política o a la razón de Estado.
- El compromiso democrático con la pluralidad de la sociedad vasca.
- El compromiso democrático con el uso de la palabra, el diálogo y la búsqueda de acuerdos, como base de un instrumento educativo, en particular para concienciar a la juventud de que ninguna diferencia, problema o conflicto se soluciona por medios violentos.

## Candidaturas
El Estatuto de Guernica establece en su artículo 26 que la circunscripción electoral será el territorio histórico y fija un número igual de representantes por circunscripción. La actual ley electoral en vigor, establece en 25 el número de parlamentarios por circunscripción y que las candidaturas deben obtener un mínimo de 3% de votos válidos para optar al reparto de representantes.
Concurrieron un total de 20 partidos, de los que 13 lo hicieron en las 3 circunscripciones. Se proclamaron 17 candidaturas en la circunscripción de Vizcaya, 15 en la de Álava y 13 en la de Guipúzcoa.

### Candidatos a lendakari del Gobierno Vasco
Las elecciones autonómicas vascas no son presidenciales, sino legislativas, es decir, los ciudadanos no eligen al presidente del Gobierno Vasco (lendakari), sino a los miembros del Parlamento, y son estos a su vez quienes eligen al lendakari. A pesar de ello, la mayoría de partidos establece de antemano quién será su candidato.
Los candidatos a lendakari fueron: Iñigo Urkullu por el PNV, Patxi López por el PSE-EE, Antonio Basagoiti por el PP, Laura Mintegi por EH Bildu, Raquel Modubar por EB-B, Gorka Maneiro por UPyD, Mikel Arana por IU-LV y Aitor Urresti por Equo.

### Candidatos por circunscripciones
Por orden de número de escaños en la legislatura anterior. En negrita, el candidato a lendakari:
| Territorio Histórico | Cabeza de lista | Observaciones |
| -------------------- | --- | --- |
| Álava                | - PSE-EE (PSOE): Patxi López - EAJ-PNV: Xabier Agirre - PP: Iñaki Oyarzabal - EH Bildu: Belén Arrondo - UPyD: Gorka Maneiro                          | - Otras candidaturas: Equo Berdeak, Eb-Az, IU-LV, EB-B, Ongi Etorri, PACMA/ATTKA, PH, PYC, PUM+J y UCE. - EH Bildu no tenía representación parlamentaria. Sí la tenía Aralar, partido integrante de esta coalición.                                                                 |
| Guipúzcoa            | - EAJ-PNV: Joseba Egibar - PSE-EE (PSOE): Iñaki Arriola - EH Bildu: Xabier Isasi - PP: Arantza Quiroga - EB-B: Alba Gutiérrez - IU-LV: Jon Hernández | - Otras candidaturas: Equo Berdeak, Eb-Az, PACMA/ATTKA, PH, PUM+J, UCE y UPyD. - EH Bildu no tenía representación parlamentaria. Sí la tenían Aralar y EA, partidos integrantes de esta coalición. - El parlamentario electo por EB-B se presentaba en esta convocatoria por IU-LV. |
| Vizcaya              | - EAJ-PNV: Iñigo Urkullu - PSE-EE (PSOE): José Antonio Pastor - PP: Antonio Basagoiti - EH Bildu: Laura Mintegi                                      | - Otras candidaturas: Equo Berdeak, Eb-Az, IU-LV, EB-B, Hartos.org, PACMA/ATTKA, EK-PCPE, PFyV, PH, POSI, PUM+J, UCE y UPyD. - EH Bildu no tenía representación parlamentaria. Sí la tenía Aralar, partido integrante de esta coalición.                                            |

## Precampaña y campaña electoral

### Partido Nacionalista Vasco
Iñigo Urkullu detalló los ejes de su proyecto político; basado en la recuperación económica, la consolidación en la normalización de la convivencia y la profundización en el autogobierno. A su vez señaló la necesidad de proceder a una reforma del sistema tributario en Euskadi debido a la caída de ingresos. La Diputación Foral de Vizcaya, gobernada en minoría por el PNV, que se había opuesto a los sucesivos intentos de reforma y coordinación fiscal para luchar contra el fraude planteados en la legislatura no hizo ningún comentario sobre la propuesta de reforma fiscal.
En una entrevista a ABC Punto Radio, Iñigo Urkullu no descartó pactos postelectorales con ninguna fuerza política, subrayando que el PNV no cerraba "las puertas a nada". Asimismo se mostró favorable sobre defender en el Congreso de los Diputados un plan soberanista ya que él abogaba por un "nuevo estatus político para la comunidad autónoma" poniendo 2015 como horizonte, si bien señaló que contaría siempre con el consenso de las formaciones políticas.
El líder del PNV sostuvo que el cese definitivo de la actividad armada de ETA daba pie a que los vascos hicieran su propia transición puesto que, a su juicio, no pudieron llevarla a cabo en 1977. En cuanto a su propuesta de nuevo estatus político, puso el foco en Europa señalando que la preocupación del PNV era cómo situar a Euskadi en ella. Afirmó que los planes soberanistas planteados perseguían "una relación amable, por cercanía e historia con el estado español". También indicó que el PNV buscaba formas de profundizar la relación con Navarra e identificar "al pueblo vasco con una eurorregión".
En el tradicional acto de Zarauz con el que PNV abre el curso político, Joseba Egibar acusó al Gobierno Vasco de desarrollar "una estrategia deliberada de empobrecimiento de la sociedad vasca" con el objetivo de parecerse más a España. Iñigo Urkullu se comprometió a "decir la verdad" y adelantó que, en caso de que gobernara, exigiría a los ciudadanos “esfuerzos adicionales”. Egibar, en este sentido, profundizó más al señalar que la sociedad vasca tenía que bajar su nivel de vida y que quienes tienen trabajo verían “bajar sus sueldos” y tendrían que hacer “sacrificios”. Urkullu también dedicó tiempo a su propuesta de "nuevo estatus político" afirmando que era "el momento de la transición vasca, el momento de un gran acuerdo constituyente".

### Euskal Herria Bildu
A diferencia de lo que ocurrió en las elecciones de 2009, Eusko Alkartasuna (EA) y Aralar no concurrieron en solitario, sino en la coalición Euskal Herria Bildu (EH Bildu) junto con Alternatiba y la Izquierda Abertzale (nombre con el que se ha tendido a denominar al sector de dicha ideología afín a la ilegalizada Batasuna ahora constituida como Sortu). EH Bildu tiene como precedentes inmediatos las coaliciones Amaiur, integrada por los mismos miembros, y Bildu, en la que no participaba Aralar. Su candidata a la presidencia del Gobierno Vasco fue la escritora y profesora universitaria Laura Mintegi. Mintegi ya figuró en las listas de Amaiur en las elecciones generales de 2011 al Senado por Vizcaya y en las de Herri Batasuna (HB) en las elecciones europeas de 1987 y de 1989.
En junio de 2012, las formaciones que integran EH Bildu suscribieron un acuerdo estratégico de largo plazo para ofrecer a la ciudadanía vasca «un proyecto de soberanía nacional y de verdadera transformación social», apostando por «la construcción de alternativas viables que sitúen la economía como una herramienta al servicio de la ciudadanía», como la creación de una Caja Pública Vasca. Asimismo pretenden que la soberanía política y económica esté «al servicio de un nuevo modelo económico, ecológico y social, de una redistribución justa de la riqueza y de lucha contra la exclusión social, que tenga en la mayoría social trabajadora su referente fundamental». El acuerdo incluía otros compromisos referidos a «la consolidación de un escenario de no violencia con garantías y el restablecimiento de los mínimos democráticos», la euskaldunización, la lucha por la igualdad de mujeres y hombres, la defensa de la educación, el ámbito de la juventud, en favor del internacionalismo, y en contra del racismo y la xenofobia.
Además de las formaciones que lo integran, también pidieron el voto para esta coalición el partido anticapitalista Gorripidea, la plataforma Stop Desahucios de Vizcaya, el partido ecologista Berdeak-Grupo Verde Euskadi, el Colectivo de Presos Políticos Vascos (EPPK), que agrupa a los presos de la banda terrorista ETA, y otras organizaciones que también pidieron el voto para Amaiur en 2011 como el colectivo Erabaki y Euskal Herriko Komunistak (EHK).

### Ezker Batua-Berdeak
Ezker Batua-Berdeak (EB-B) se presentó a las elecciones al Parlamento Vasco tras la escisión de Alternatiba (formación actualmente integrada en EH Bildu) y su ruptura con Izquierda Unida y con el sector que había constituido Ezker Anitza, al que pertenecía el único parlamentario electo por su formación en los anteriores comicios, Mikel Arana. EB-B es el referente en el País Vasco de Izquierda Abierta, partido liderado por Gaspar Llamazares e integrado en IU. EB-B mostró su pretensión de estar presente en el Parlamento Vasco para "combatir las políticas neoliberales y hacer frente a todos aquellos partidos que las practican y las han practicado desde los distintos ámbitos de gobierno en los que se han movido".

### Ezker Anitza
Ezker Anitza es la federación vasca de Izquierda Unida (IU), constituida en enero de 2012 a partir de sectores de Ezker Batua-Berdeak, que hasta entonces había sido el referente de IU en la comunidad autónoma del País Vasco. Integra al Partido Comunista de Euskadi (PCE-EPK), Encuentro Plural Alternativo e independientes que ya se habían presentado a las elecciones generales de noviembre de 2011.
Su candidato a Lehendakari fue Mikel Arana, quien aseguró que su partido trabajaría "codo a codo" con movimientos sociales para lograr "una sociedad más justa", con el fin de no ser "vencidos irremediablemente por la derecha". Igualmente, la formación se mostró partidaria de formar tras las elecciones un "bloque de izquierda" con el PSE y EH Bildu frente al PNV.

### Unión Progreso y Democracia País Vasco
El 1 de julio los afiliados de Unión Progreso y Democracia País Vasco eligieron los candidatos en elecciones primarias, a las que pudo presentarse cualquier afiliado sin necesidad de avales. Gorka Maneiro resultó elegido cabeza de lista por Álava y candidato a lehendakari con el 92,5% de los votos, aspirando de este modo a su reelección como parlamentario vasco.
Semanas después, en un acto de presentación de los candidatos de UPyD en Vitoria, Consuelo Ordóñez, hermana de Gregorio Ordóñez y portavoz de COVITE, intervino respaldando la candidatura de Gorka Maneiro a la lehendakaritza para que "se oiga la voz de las víctimas del terrorismo en el Parlamento Vasco". Asimismo, el 5 de octubre, el Premio Nobel de Literatura Mario Vargas Llosa expresó en una rueda de prensa, acompañado por Rosa Díez, Carlos Martínez Gorriarán, y los candidatos por el País Vasco y Galicia a las elecciones, Gorka Maneiro y José Canedo respectivamente, su apoyo a UPyD de cara a las elecciones vascas y gallegas de 2012.
El 8 de septiembre los afiliados reunidos en asamblea ratificaron las candidaturas electorales de las tres provincias, en las que Maneiro encabezaba la lista por Álava, como número dos se incorporaba Niko Gutiérrez, exconcejal socialista en Miravalles, que regresaba al País Vasco tras haberse ido hace años "por la presión de ETA", y Rosa Díez cerraba la lista por este territorio. En Vizcaya, el cabeza de lista fue Javier Gabilondo y en último lugar iba Tomás Tueros. En Guipúzcoa, abría Nicolás de Miguel y en último lugar concurría Rubén Múgica, hijo de Fernando Múgica, asesinado por ETA.
El 22 de septiembre, tras un proceso de enmiendas, los afiliados de UPyD aprobaron el programa electoral, entre cuyos puntos principales se encuentran la defensa del Estado federal simétrico en el que todas las comunidades autónomas compartan iguales competencias y fiscalidad; la reducción de duplicidades suprimiendo las diputaciones y fusionando municipios; la reducción de entes y empresas públicas; la eliminación de las "embajadas" vascas y las delegaciones de EiTB en Pamplona y Bayona; el rechazo a los recortes en educación, sanidad o I+D+i; la libertad de elección lingüística; la defensa de la custodia compartida; la reforma de la Ley electoral y de la Ley de Territorios Históricos; y la derrota y deslegitimación de ETA.
Su candidato, Gorka Maneiro, descartó cualquier pacto con EH Bildu y/o PNV. El 7 de octubre Ciudadanos-Partido de la Ciudadanía (Cs) pidió el voto para UPyD.

### Equo
Equo Berdeak-Euskal Ekologistak es el nombre de la candidatura con la que se presentó Equo. Sus candidatos fueron elegidos mediante un proceso de primarias, en las que cualquier afiliado a Equo Euskadi podía ser elegido. El candidato a lehendakari y cabeza de lista de la circunscripción de Álava fue Aitor Urresti, ingeniero industrial, coportavoz de Equo Berdeak, docente en la Universidad del País Vasco y activista de Fracking Ez, plataforma en contra del sistema de fractura hidráulica para la obtención de gas en el País Vasco. Las cabezas de lista de las otras dos circunscripciones electorales vascas fueron Rosa Martínez en Vizcaya y Mónica Monteagudo en Guipúzcoa.
Para elaborar su programa político, Equo Berdeak abrió la posibilidad de que los ciudadanos enviaran propuestas y comentarios a través de internet. Según declaraciones de Aitor Urresti, también integraría las propuestas de la IV Universidad Verde de Verano que se celebró en Vitoria, capital verde europea, organizado por Fundación EQUO y la Fundación Verde Europea (Green European Foundation) y que se ha centrado en la resolución de la crisis sistémica mediante el Green New Deal.

### Escaños en Blanco
Escaños en Blanco-Aulki Zuriak anunció el 17 de septiembre de 2011 que había presentado candidaturas por las tres circunscripciones. Esta es la segunda ocasión en la que Eb presentaba listas en el País Vasco tras presentarse por la provincia de Vizcaya en las elecciones generales de España de 2011, donde obtuvieron un 0,45% de votos válidos.

## Encuestas
| Fecha                                     | Agencia / Medio                                                                                                  | EAJ-PNV             | PSE-EE              | PP                  | Aralar           | EA             | EH Bildu            | EB-B             | IU               | UPyD            | Equo           | Otros          |
| ----------------------------------------- | --- | ------------------- | ------------------- | ------------------- | ---------------- | -------------- | ------------------- | ---------------- | ---------------- | --------------- | -------------- | -------------- |
| 2-13 de octubre de 2012                   | NC Report / La Razón                                                                                             | 33,2% 24-27 escaños | 18,9% 14-16 escaños | 13,0% 10-12 escaños | –                | –              | 26,4% 20-22 escaños | n/a              | 3,7% 2 escaños   | 2,5% 1 escaño   | n/a            | n/a            |
| 2-11 de octubre de 2012                   | Aztiker / Gara                                                                                                   | 34,7% 28 escaños    | 14,6% 12 escaños    | 10,8% 9 escaños     | –                | –              | 28,5% 24 escaños    | 0,0% 0 escaños   | 3,2% 1 escaño    | 2,2% 1 escaño   | 0,2% 0 escaños | 0,9% 0 escaños |
| 11 de octubre de 2012                     | Aztiker / Gara                                                                                                   | 35,2% 28 escaños    | 14,6% 12 escaños    | 10,4% 8 escaños     | –                | –              | 28,3% 24 escaños    | n/a              | 3,3% 2 escaños   | 2,2% 1 escaño   | n/a            | n/a            |
| 10 de octubre de 2012                     | Aztiker / Gara                                                                                                   | 34,4% 28 escaños    | 15,3% 12 escaños    | 10,8% 9 escaños     | –                | –              | 28,2% 24 escaños    | n/a              | 3,2% 1 escaño    | 2,1% 1 escaño   | n/a            | n/a            |
| 3-10 de octubre de 2012                   | My Word / Cadena SER Archivado el 21 de octubre de 2012 en Wayback Machine.                                      | 32,3% 25-27 escaños | 18,8% 14-15 escaños | 10,5% 9-10 escaños  | –                | –              | 25,6% 23-25 escaños | 1,5% 0 escaños   | 1,8% 0 escaños   | 5,8% 1 escaño   | n/a            | n/a            |
| 9 de octubre de 2012                      | Aztiker / Gara                                                                                                   | 34,6% 27 escaños    | 15,3% 13 escaños    | 11,2% 10 escaños    | –                | –              | 27,9% 23 escaños    | n/a              | 3,1% 1 escaño    | 2,0% 1 escaño   | n/a            | n/a            |
| 8 de octubre de 2012                      | Aztiker / Gara                                                                                                   | 32,7% 27 escaños    | 15,6% 13 escaños    | 11,5% 9 escaños     | –                | –              | 27,2% 23 escaños    | n/a              | 3,8% 2 escaños   | 2,6% 1 escaño   | n/a            | n/a            |
| 7 de octubre de 2012                      | NC Report / La Razón                                                                                             | n/a 24-25 escaños   | n/a 14 escaños      | n/a 10-12 escaños   | –                | –              | n/a 21-23 escaños   | n/a              | n/a 3 escaños    | n/a 1 escaño    | n/a            | n/a            |
| 6-7 de octubre de 2012                    | Ikerfel / El Diario Vasco                                                                                        | 33,1% 25-27 escaños | 18,5% 15-16 escaños | 12,5% 10 escaños    | –                | –              | 26,3% 21 escaños    | n/a              | 4,5% 2-3 escaños | 1,9% 0-1 escaño | n/a            | n/a            |
| 6 de octubre de 2012                      | Aztiker / Gara                                                                                                   | 32,2% 26 escaños    | 16,8% 13 escaños    | 11,8% 10 escaños    | –                | –              | 27,4% 24 escaños    | 0,3% 0 escaños   | 3,0% 1 escaño    | 2,1% 1 escaño   | 0,6% 0 escaños | n/a            |
| 5 de octubre de 2012                      | Aztiker / Gara                                                                                                   | 33,4% 26 escaños    | 14,9% 13 escaños    | 12,4% 11 escaños    | –                | –              | 27,2% 23 escaños    | n/a              | 3,4% 2 escaños   | 2,0% 0 escaños  | n/a            | n/a            |
| 1-5 de octubre de 2012                    | Sigma Dos / El Mundo                                                                                             | 33,3% 24-26 escaños | 20,2% 16-18 escaños | 14,7% 12 escaños    | –                | –              | 24,5% 20 escaños    | n/a              | 2,8% 0-1 escaño  | n/a             | n/a            | n/a            |
| 1-5 de octubre de 2012                    | Lehendakaritza                                                                                                   | n/a 24-26 escaños   | n/a 16-17 escaños   | n/a 10 escaños      | –                | –              | n/a 21-23 escaños   | n/a 0 escaños    | n/a 0-1 escaño   | n/a 1 escaño    | n/a            | n/a            |
| 4 de octubre de 2012                      | Aztiker / Gara                                                                                                   | 35,8% 26 escaños    | 15,8% 14 escaños    | 13,8% 11 escaños    | –                | –              | 27,4% 22 escaños    | n/a              | 3,6% 1 escaño    | 1,7% 1 escaño   | n/a            | n/a            |
| 3 de octubre de 2012                      | Aztiker / Gara                                                                                                   | 35,1% 26 escaños    | 16,3% 14 escaños    | 14,5% 11 escaños    | –                | –              | 26,8% 22 escaños    | 0,2% 0 escaños   | 3,8% 2 escaños   | 1,7% 0 escaños  | 1,2% 0 escaños | 0,8% 0 escaños |
| 2-3 de octubre de 2012                    | Gizaker / Deia                                                                                                   | 33,9% 24-25 escaños | 19,8% 16-17 escaños | 14,2% 11-13 escaños | –                | –              | 27,1% 21-22 escaños | n/a              | n/a              | n/a             | n/a            | n/a            |
| 10-25 de septiembre de 2012               | CIS | 36,2% 27 escaños    | 17,2% 14 escaños    | 10,7% 9-10 escaños  | –                | –              | 25,1% 21-22 escaños | n/a              | 4,2% 3 escaños   | 2,0% 0 escaños  | n/a            | 2,6% 0 escaños |
| 24 de septiembre de 2012                  | NC Report / La Razón                                                                                             | n/a 23-25 escaños   | n/a 14-15 escaños   | n/a 11-13 escaños   | –                | –              | n/a 21-24 escaños   | n/a              | n/a 1-2 escaños  | n/a 0 escaños   | n/a            | n/a            |
| 17 de septiembre de 2012                  | NC Report / La Razón                                                                                             | n/a 23-26 escaños   | n/a 14-16 escaños   | n/a 11-13 escaños   | –                | –              | n/a 21-22 escaños   | n/a              | n/a 0-1 escaño   | n/a 1 escaño    | n/a            | n/a 1 escaño   |
| 21-25 de agosto de 2012                   | NC Report / La Razón                                                                                             | 31,2% 22-25 escaños | 19,0% 14-16 escaños | 14,1% 11-13 escaños | –                | –              | 26,5% 20-22 escaños | n/a              | 3,5% 2 escaños   | 3,1% 1 escaño   | n/a            | n/a            |
| 22-24 de agosto de 2012                   | Sigma Dos / El Mundo                                                                                             | 33,7% 24-25 escaños | 21,4% 17 escaños    | 12,8% 12 escaños    | –                | –              | 27,3% 21-22 escaños | n/a              | 2,3% 0 escaños   | 1,1% 0 escaños  | n/a            | 1,4% 0 escaños |
| 21-23 de junio de 2012                    | NC Report / La Razón                                                                                             | 30,6% 22-24 escaños | 19,5% 15-16 escaños | 16,7% 14 escaños    | –                | –              | 25,1% 21-22 escaños | 3,8% 1-2 escaños | n/a              | 2,3% 0 escaños  | n/a            | 2,0% 0 escaños |
| 11-18 de junio de 2012                    | Low Cost / Libertad Digital                                                                                      | 30,9% 25-26 escaños | 22,8% 18-19 escaños | 14,6% 10 escaños    | –                | –              | 23,8% 19-20 escaños | n/a              | 3,5% 0-3 escaños | 1,5% 0 escaños  | n/a            | 1,3% 0 escaños |
| 7-14 de junio de 2012                     | Ikerfel / El Correo                                                                                              | 34,6% 24-26 escaños | 18,8% 14-17 escaños | 12,1% 11-12 escaños | –                | –              | 25,8% 19-21 escaños | n/a              | 4,7% 2 escaños   | 1,2% 0 escaños  | n/a            | 3,9% 0 escaños |
| 8-24 de mayo de 2012                      | Euskobarómetro (enlace roto disponible en Internet Archive; véase el historial, la primera versión y la última). | 32,1% 23-24 escaños | 20,0% 17 escaños    | 14,0% 12-13 escaños | –                | –              | 24,7% 22 escaños    | 2,0% 0 escaños   | 3,0% 0 escaños   | 1,8% 0 escaños  | n/a            | 2,4% 0 escaños |
| 7-12 de mayo de 2012                      | NC Report / La Razón                                                                                             | 29,8% 22-23 escaños | 19,1% 15 escaños    | 16,5% 14 escaños    | –                | –              | 27,2% 22-23 escaños | 3,5% 1-2 escaños | n/a              | n/a             | n/a            | 3,9% 0 escaños |
| 23 de abril de 2012                       | Gara Archivado el 6 de junio de 2012 en Wayback Machine.                                                         | 29,0% 22 escaños    | 15,0% 12 escaños    | 16,0% 15 escaños    | 1,0% 0 escaños   | –              | 28,0% 24 escaños    | n/a              | 5,0% 2-3 escaños | n/a             | n/a            | n/a            |
| 25 de noviembre - 19 de diciembre de 2011 | Euskobarómetro                                                                                                   | 30,7% 22-23 escaños | 18,3% 16 escaños    | 15,4% 14 escaños    | 1,7% 0 escaños   | 0,3% 0 escaños | 24,7% 19-22 escaños | 3,1% 0-3 escaños | –                | 1,8% 0 escaños  | n/a            | n/a            |
| 13 de febrero de 2011                     | Gizaker / Deia                                                                                                   | 36,7% 29-30 escaños | 24,4% 20-21 escaños | 12,4% 11-12 escaños | 5,4% 3-4 escaños | n/a 0 escaños  | 12,8% 9-10 escaños  | n/a 0 escaños    | –                | 1,5% 1 escaño   | n/a            | 6,8% 0 escaños |
| 1 de marzo de 2009                        | Elecciones de 2009                                                                                               | 38,6% 30 escaños    | 30,7% 25 escaños    | 14,1% 13 escaños    | 6,0% 4 escaños   | 3,7% 1 escaño  | –                   | 3,5% 1 escaño    | –                | 2,2% 1 escaño   | –              | 1,2% 0 escaños |
| Fecha                                     | Agencia / Medio                                                                                                  | EAJ-PNV             | PSE-EE              | PP                  | Aralar           | EA             | EH Bildu            | EB-B             | IU               | UPyD            | EQUO           | Otros          |

## Resultados

### General
| ← Elecciones al Parlamento Vasco de 2012 → | |                          |           |       |         |       |
| Lendakari y gobierno | Partido                                                                                                 | Candidato                | Votos     | %     | Escaños | +/-   |
| - Lendakari: Iñigo Urkullu - Gobierno: EAJ-PNV - Censo: 1.775.351 - Abstención: 639.783 (36,04%) - Votantes: 1.135.568 (63,96%) - Válidos: 1.126.400 (99,19%) - A candidaturas: 1.059.004 (98,70%) - En blanco: 14.640 (1,30%) - Nulos: 9.168 (0,81%) - Escaños a repartir: 75 | Euzko Alderdi Jeltzalea-Partido Nacionalista Vasco (EAJ-PNV)                                            | Iñigo Urkullu Rentería   | 384.766   | 34,16 | 27      | -3    |
| - Lendakari: Iñigo Urkullu - Gobierno: EAJ-PNV - Censo: 1.775.351 - Abstención: 639.783 (36,04%) - Votantes: 1.135.568 (63,96%) - Válidos: 1.126.400 (99,19%) - A candidaturas: 1.059.004 (98,70%) - En blanco: 14.640 (1,30%) - Nulos: 9.168 (0,81%) - Escaños a repartir: 75 | Euskal Herria Bildu (EH Bildu) a                                                                        | Laura Mintegi Lakarra    | 277.923   | 24,67 | 21 b    | +16 c |
| - Lendakari: Iñigo Urkullu - Gobierno: EAJ-PNV - Censo: 1.775.351 - Abstención: 639.783 (36,04%) - Votantes: 1.135.568 (63,96%) - Válidos: 1.126.400 (99,19%) - A candidaturas: 1.059.004 (98,70%) - En blanco: 14.640 (1,30%) - Nulos: 9.168 (0,81%) - Escaños a repartir: 75 | Partido Socialista de Euskadi-Euskadiko Ezkerra (PSE-EE)                                                | Patxi López Álvarez      | 212.809   | 18,89 | 16      | -9    |
| - Lendakari: Iñigo Urkullu - Gobierno: EAJ-PNV - Censo: 1.775.351 - Abstención: 639.783 (36,04%) - Votantes: 1.135.568 (63,96%) - Válidos: 1.126.400 (99,19%) - A candidaturas: 1.059.004 (98,70%) - En blanco: 14.640 (1,30%) - Nulos: 9.168 (0,81%) - Escaños a repartir: 75 | Partido Popular (PP)                                                                                    | Antonio Basagoiti Pastor | 130.584   | 11,59 | 10      | -3    |
| - Lendakari: Iñigo Urkullu - Gobierno: EAJ-PNV - Censo: 1.775.351 - Abstención: 639.783 (36,04%) - Votantes: 1.135.568 (63,96%) - Válidos: 1.126.400 (99,19%) - A candidaturas: 1.059.004 (98,70%) - En blanco: 14.640 (1,30%) - Nulos: 9.168 (0,81%) - Escaños a repartir: 75 | Izquierda Unida-Los Verdes-Ezker Anitza (IU-LV)                                                         | Mikel Arana Etxezarreta  | 30.318    | 2,69  | 0       | N/A   |
| - Lendakari: Iñigo Urkullu - Gobierno: EAJ-PNV - Censo: 1.775.351 - Abstención: 639.783 (36,04%) - Votantes: 1.135.568 (63,96%) - Válidos: 1.126.400 (99,19%) - A candidaturas: 1.059.004 (98,70%) - En blanco: 14.640 (1,30%) - Nulos: 9.168 (0,81%) - Escaños a repartir: 75 | Unión Progreso y Democracia (UPyD) d                                                                    | Gorka Maneiro Labayen    | 21.539    | 1,91  | 1       | =     |
| - Lendakari: Iñigo Urkullu - Gobierno: EAJ-PNV - Censo: 1.775.351 - Abstención: 639.783 (36,04%) - Votantes: 1.135.568 (63,96%) - Válidos: 1.126.400 (99,19%) - A candidaturas: 1.059.004 (98,70%) - En blanco: 14.640 (1,30%) - Nulos: 9.168 (0,81%) - Escaños a repartir: 75 | Ezker Batua-Berdeak (EB-B)                                                                              | Raquel Modubar Álvarez   | 17.345    | 1,54  | 0       | -1    |
| - Lendakari: Iñigo Urkullu - Gobierno: EAJ-PNV - Censo: 1.775.351 - Abstención: 639.783 (36,04%) - Votantes: 1.135.568 (63,96%) - Válidos: 1.126.400 (99,19%) - A candidaturas: 1.059.004 (98,70%) - En blanco: 14.640 (1,30%) - Nulos: 9.168 (0,81%) - Escaños a repartir: 75 | Equo Berdeak-Euskal Ekologistak                                                                         | Aitor Urresti González   | 11.625    | 1,03  | 0       | N/A   |
| - Lendakari: Iñigo Urkullu - Gobierno: EAJ-PNV - Censo: 1.775.351 - Abstención: 639.783 (36,04%) - Votantes: 1.135.568 (63,96%) - Válidos: 1.126.400 (99,19%) - A candidaturas: 1.059.004 (98,70%) - En blanco: 14.640 (1,30%) - Nulos: 9.168 (0,81%) - Escaños a repartir: 75 | Escaños en Blanco-Aulki Zuriak (Eb)                                                                     |                          | 11.480    | 1,02  | 0       | N/A   |
| - Lendakari: Iñigo Urkullu - Gobierno: EAJ-PNV - Censo: 1.775.351 - Abstención: 639.783 (36,04%) - Votantes: 1.135.568 (63,96%) - Válidos: 1.126.400 (99,19%) - A candidaturas: 1.059.004 (98,70%) - En blanco: 14.640 (1,30%) - Nulos: 9.168 (0,81%) - Escaños a repartir: 75 | Partido Animalista Contra el Maltrato Animal-Animaliekiko Tratu Txarren Kontrako Alderdia (PACMA-ATTKA) |                          | 4.066     | 0,36  | 0       | =     |
| - Lendakari: Iñigo Urkullu - Gobierno: EAJ-PNV - Censo: 1.775.351 - Abstención: 639.783 (36,04%) - Votantes: 1.135.568 (63,96%) - Válidos: 1.126.400 (99,19%) - A candidaturas: 1.059.004 (98,70%) - En blanco: 14.640 (1,30%) - Nulos: 9.168 (0,81%) - Escaños a repartir: 75 | Hartos.org                                                                                              |                          | 2.831     | 0,25  | 0       | N/A   |
| - Lendakari: Iñigo Urkullu - Gobierno: EAJ-PNV - Censo: 1.775.351 - Abstención: 639.783 (36,04%) - Votantes: 1.135.568 (63,96%) - Válidos: 1.126.400 (99,19%) - A candidaturas: 1.059.004 (98,70%) - En blanco: 14.640 (1,30%) - Nulos: 9.168 (0,81%) - Escaños a repartir: 75 | Partido por un Mundo más Justo-Bidezko Mundurantz (PUM+J)                                               |                          | 2.476     | 0,22  | 0       | =     |
| - Lendakari: Iñigo Urkullu - Gobierno: EAJ-PNV - Censo: 1.775.351 - Abstención: 639.783 (36,04%) - Votantes: 1.135.568 (63,96%) - Válidos: 1.126.400 (99,19%) - A candidaturas: 1.059.004 (98,70%) - En blanco: 14.640 (1,30%) - Nulos: 9.168 (0,81%) - Escaños a repartir: 75 | Partido Humanista de Euskadi-Euskadiko Humanistak (PH)                                                  |                          | 1.113     | 0,10  | 0       | =     |
| - Lendakari: Iñigo Urkullu - Gobierno: EAJ-PNV - Censo: 1.775.351 - Abstención: 639.783 (36,04%) - Votantes: 1.135.568 (63,96%) - Válidos: 1.126.400 (99,19%) - A candidaturas: 1.059.004 (98,70%) - En blanco: 14.640 (1,30%) - Nulos: 9.168 (0,81%) - Escaños a repartir: 75 | Partido Familia y Vida (PFyV)                                                                           |                          | 821       | 0,07  | 0       | =     |
| - Lendakari: Iñigo Urkullu - Gobierno: EAJ-PNV - Censo: 1.775.351 - Abstención: 639.783 (36,04%) - Votantes: 1.135.568 (63,96%) - Válidos: 1.126.400 (99,19%) - A candidaturas: 1.059.004 (98,70%) - En blanco: 14.640 (1,30%) - Nulos: 9.168 (0,81%) - Escaños a repartir: 75 | Partido Obrero Socialista Internacionalista (POSI)                                                      |                          | 778       | 0,07  | 0       | =     |
| - Lendakari: Iñigo Urkullu - Gobierno: EAJ-PNV - Censo: 1.775.351 - Abstención: 639.783 (36,04%) - Votantes: 1.135.568 (63,96%) - Válidos: 1.126.400 (99,19%) - A candidaturas: 1.059.004 (98,70%) - En blanco: 14.640 (1,30%) - Nulos: 9.168 (0,81%) - Escaños a repartir: 75 | Unificación Comunista de España (UCE)                                                                   |                          | 684       | 0,06  | 0       | N/A   |
| - Lendakari: Iñigo Urkullu - Gobierno: EAJ-PNV - Censo: 1.775.351 - Abstención: 639.783 (36,04%) - Votantes: 1.135.568 (63,96%) - Válidos: 1.126.400 (99,19%) - A candidaturas: 1.059.004 (98,70%) - En blanco: 14.640 (1,30%) - Nulos: 9.168 (0,81%) - Escaños a repartir: 75 | Euskal Komunistak-Partido Comunista de los Pueblos de España (EK-PCPE)                                  |                          | 442       | 0,04  | 0       | N/A   |
| - Lendakari: Iñigo Urkullu - Gobierno: EAJ-PNV - Censo: 1.775.351 - Abstención: 639.783 (36,04%) - Votantes: 1.135.568 (63,96%) - Válidos: 1.126.400 (99,19%) - A candidaturas: 1.059.004 (98,70%) - En blanco: 14.640 (1,30%) - Nulos: 9.168 (0,81%) - Escaños a repartir: 75 | Ongi Etorri                                                                                             |                          | 101       | 0,01  | 0       | N/A   |
| - Lendakari: Iñigo Urkullu - Gobierno: EAJ-PNV - Censo: 1.775.351 - Abstención: 639.783 (36,04%) - Votantes: 1.135.568 (63,96%) - Válidos: 1.126.400 (99,19%) - A candidaturas: 1.059.004 (98,70%) - En blanco: 14.640 (1,30%) - Nulos: 9.168 (0,81%) - Escaños a repartir: 75 | Partido Integración Comunitaria (PYC)                                                                   |                          | 59        | 0,01  | 0       | N/A   |
| - Lendakari: Iñigo Urkullu - Gobierno: EAJ-PNV - Censo: 1.775.351 - Abstención: 639.783 (36,04%) - Votantes: 1.135.568 (63,96%) - Válidos: 1.126.400 (99,19%) - A candidaturas: 1.059.004 (98,70%) - En blanco: 14.640 (1,30%) - Nulos: 9.168 (0,81%) - Escaños a repartir: 75 | En blanco                                                                                               |                          | 14.640    | 1,30  | N/A     | N/A   |
| - Lendakari: Iñigo Urkullu - Gobierno: EAJ-PNV - Censo: 1.775.351 - Abstención: 639.783 (36,04%) - Votantes: 1.135.568 (63,96%) - Válidos: 1.126.400 (99,19%) - A candidaturas: 1.059.004 (98,70%) - En blanco: 14.640 (1,30%) - Nulos: 9.168 (0,81%) - Escaños a repartir: 75 | Válidos totales                                                                                         | N/A                      | 1.126.400 | 100   | N/A     | N/A   |

a Con el apoyo de Gorripidea, Berdeak-Grupo Verde Euskadi, Colectivo de Presos Políticos Vascos (EPPK), Erabaki y Euskal Herriko Komunistak (EHK).

b De ellos, 11 independientes de la izquierda abertzale, 4 de EA, 3 de Aralar y 3 de Alternatiba.

c Respecto a los resultados de Aralar y EA en 2009.

d Con el apoyo de Ciudadanos-Partido de la Ciudadanía (Cs).

### Por territorios históricos
| Resultados por territorios históricos |        |        |         |       |           |           |           |           |         |         |         |         |            |            |            |            |
| Partido                               | Álava  | Álava  | Álava   | Álava | Guipúzcoa | Guipúzcoa | Guipúzcoa | Guipúzcoa | Vizcaya | Vizcaya | Vizcaya | Vizcaya | País Vasco | País Vasco | País Vasco | País Vasco |
| Partido                               | Votos  | %      | Escaños | +/-   | Votos     | %         | Escaños   | +/-       | Votos   | %       | Escaños | +/-     | Votos      | %          | Escaños    | +/-        |
| EAJ-PNV                               | 40.116 | 25,51% | 7       | 1     | 114.446   | 31,58%    | 9         | 1         | 230.204 | 37,94%  | 11      | 1       | 384.766    | 34,16%     | 27         | 3          |
| EH Bildu                              | 34.193 | 21,74% | 6       | 5     | 115.086   | 31,76%    | 9         | 6         | 128.644 | 21,20%  | 6       | 5       | 277.923    | 24,67%     | 21         | 16         |
| PSE-EE                                | 30.358 | 19,30% | 6       | 3     | 68.915    | 19,02%    | 5         | 3         | 113.536 | 18,71%  | 5       | 3       | 212.809    | 18,89%     | 16         | 9          |
| PP                                    | 29.374 | 18,68% | 5       | 1     | 30.461    | 8,41%     | 2         | 1         | 70.749  | 11,66%  | 3       | 1       | 130.584    | 11,59%     | 10         | 3          |
| UPyD                                  | 5.453  | 3,47%  | 1       | =     | 5.231     | 1,44%     | 0         | =         | 10.855  | 1,79%   | 0       | =       | 21.539     | 1,91%      | 1          | =          |
| En blanco                             | 2.270  | 1,44%  | N/A     | N/A   | 4.721     | 1,30%     | N/A       | N/A       | 7.649   | 1,26%   | N/A     | N/A     | 14.640     | 1,30%      | N/A        | N/A        |
| Nulos                                 | 2.348  | 1,47%  | N/A     | N/A   | 2.099     | 0,58%     | N/A       | N/A       | 4.721   | 0,77%   | N/A     | N/A     | 9.168      | 0,81%      | N/A        | N/A        |

## Diputados electos

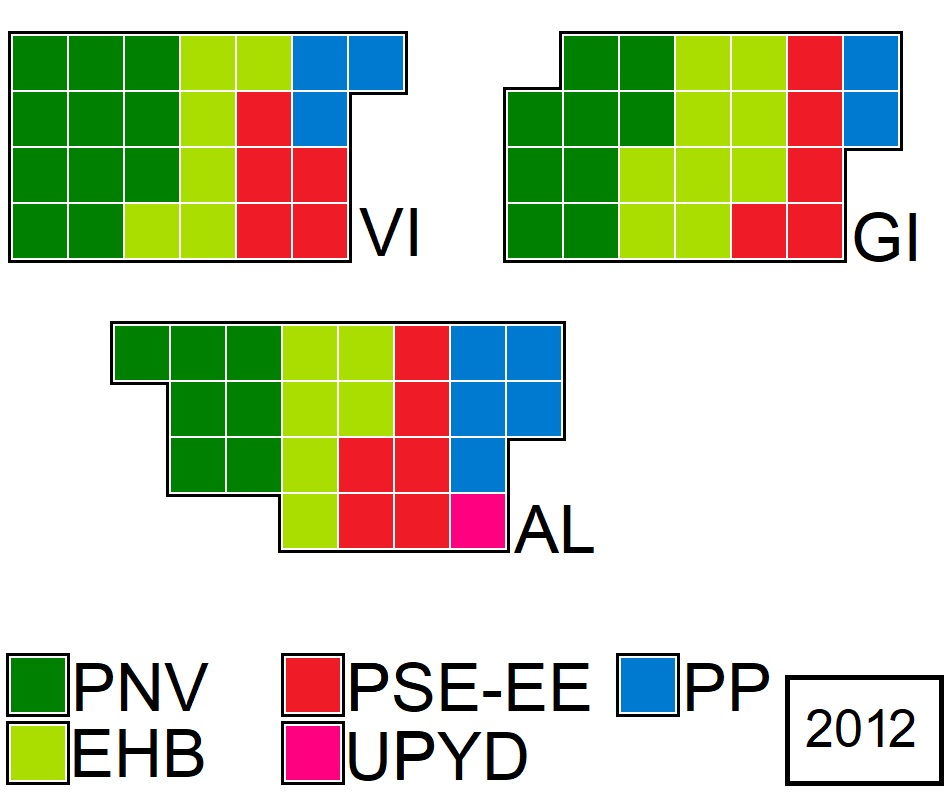
Reparto de escaños según las circunscripciones

### Álava
- PNV (7): Xabier Agirre, Jone Berriozabal, Francisco Javier Carro, Estefanía Beltrán de Heredia, Norberto Aldaiturriaga, Ana Isabel Oregi y Luis Javier Tellería.
- EH Bildu (6): Belén Arrondo (indep.), Hasier Arraiz (indep.), Eva Blanco (EA), Julen Arzuaga (indep.), Igor López de Munain (Aralar) y Estitxu Breñas (indep.).
- PSE-EE (6): Patxi López, Txarli Prieto, Txaro Sarasua, Natalia Rojo, Mikel Unzalu y Gloria Sánchez.
- PP (5): Iñaki Oyarzábal, Javier Maroto, Laura Garrido, Carmelo Barrio y María Carmen López de Ocáriz.
- UPyD (1): Gorka Maneiro.

### Guipúzcoa
- EH Bildu (9): Xabier Isasi (indep.), Pello Urizar (EA), Marian Beitialarrangoitia (indep.), Rebeka Ubera (Aralar), Lur Etxebarria (indep.), Juanjo Agirrezabala (EA), Iñaki Lazarobaster (indep.), Unai Urruzuno (indep.) y Diana Carolina Urrea (Alternatiba).
- PNV (9): Joseba Egibar, Bakartxo Tejeria, María Eugenia Arrizabalaga, Alex Etxebarria, Maribel Vaquero, Kerman Orbegozo, Ane Urkiola, Garbiñe Mendizabal y Luke Uribe-Etxebarria.
- PSE-EE (5): Iñaki Arriola, Susana Corcuera, Blanca Ronkal, María Arrate Gallastegui y Bixen Itxaso.
- PP (2): Arantza Quiroga y Borja Semper.

### Vizcaya
- PNV (11): Iñigo Urkullu, Andoni Ortuzar, Arantza Aurrekoetxea, Ricardo Gatzagaetxebarria, Amaia Arregi, Fátima Ansotegi, Iñigo Iturrate, Leire Corrales, Juan Antonio Arieta-Araunabeña, Estíbaliz Hernaez y Josune Gorospe.
- EH Bildu (6): Laura Mintegi (indep.), Maribi Ugarteburu (indep.), Leire Pinedo (EA), Daniel Maeztu (Aralar), Oskar Matute (Alternatiba) y Arturo Muñoz (Alternatiba).
- PSE-EE (5): José Antonio Pastor, Isabel Celaá, Rodolfo Ares, Idoia Mendia y Vicente Reyes.
- PP (3): Antonio Basagoiti, Antonio Damborenea e Inés Nerea Llanos.

## Investidura del lendakari
El 13 de diciembre de 2012, Iñigo Urkullu fue investido lendakari en segunda votación y por mayoría simple, con el apoyo de los parlamentarios del PNV.
| Fecha                                                       | Voto                     | PNV | EH Bildu | PSE-EE | PP | UPyD | Total |
| ----------------------------------------------------------- | ------------------------ | --- | -------- | ------ | -- | ---- | ----- |
| 12 de diciembre de 2012 Mayoría requerida: Absoluta (38/75) | Iñigo Urkullu (EAJ-PNV)  | 27  |          |        |    |      | 27/75 |
| 12 de diciembre de 2012 Mayoría requerida: Absoluta (38/75) | Laura Mintegi (EH Bildu) |     | 21       |        |    |      | 21/75 |
| 12 de diciembre de 2012 Mayoría requerida: Absoluta (38/75) | Abstención               |     |          | 16     | 10 | 1    | 27/75 |
| 13 de diciembre de 2012 Mayoría requerida: Simple           | Iñigo Urkullu (EAJ-PNV)  | 27  |          |        |    |      | 27/75 |
| 13 de diciembre de 2012 Mayoría requerida: Simple           | Laura Mintegi (EH Bildu) |     | 21       |        |    |      | 21/75 |
| 13 de diciembre de 2012 Mayoría requerida: Simple           | Abstención               |     |          | 16     | 10 | 1    | 27/75 |